# Беломестново
Беломестново — село в Нерчинском районе Забайкальского края России. Входит в состав сельского поселения «Знаменское».

## География
Село находится в центральной части района, на правом берегу реки Нерчи, на расстоянии примерно 24 километров (по прямой) к северо-западу от города Нерчинска. Абсолютная высота — 558 метров над уровнем моря.
Климат
Климат характеризуется как резко континентальный, с продолжительной холодной зимой. Средняя температура самого тёплого месяца (июля) составляет 18 — 20 °С (абсолютный максимум — 38 °С). Средняя температура самого холодного месяца (января) — −28 — −30 °С (абсолютный минимум — −54 °С). Годовое количество осадков — 300—350 мм. Продолжительность безморозного периода составляет 100—110 дней.
Часовой пояс
Село Беломестново находится в часовой зоне МСК+6. Смещение применяемого времени относительно UTC составляет +9:00.

## История
Основано в период между 1660 и 1662 годами.

## Население
| 2010 | 2021 |
| ---- | ---- |
| 162  | ↘145 |

Половой состав
По данным Всероссийской переписи населения 2010 года в гендерной структуре населения мужчины составляли 58 %, женщины — соответственно 42 %.
Национальный состав
Согласно результатам переписи 2002 года, в национальной структуре населения русские составляли 100 % из 136 чел.

## Улицы
Уличная сеть села состоит из двух улиц:
- ул. Нагорная
- ул. Центральная